# Olympische Winterspiele 2010/Teilnehmer (Frankreich)
| Gelbes Symbol für Goldmedaillen mit stilisierten Olympischen Ringen | Graues Symbol für Silbermedaillen mit stilisierten Olympischen Ringen | Braundes Symbol für Bronzemedaillen mit stilisierten Olympischen Ringen |
| ------------------------------------------------------------------- | --------------------------------------------------------------------- | ----------------------------------------------------------------------- |
| 3                                                                   | 2                                                                     | 6                                                                       |

Frankreich nahm an den Olympischen Winterspielen 2010 im kanadischen Vancouver mit 108 Sportlern in 13 Sportarten teil.

## Flaggenträger

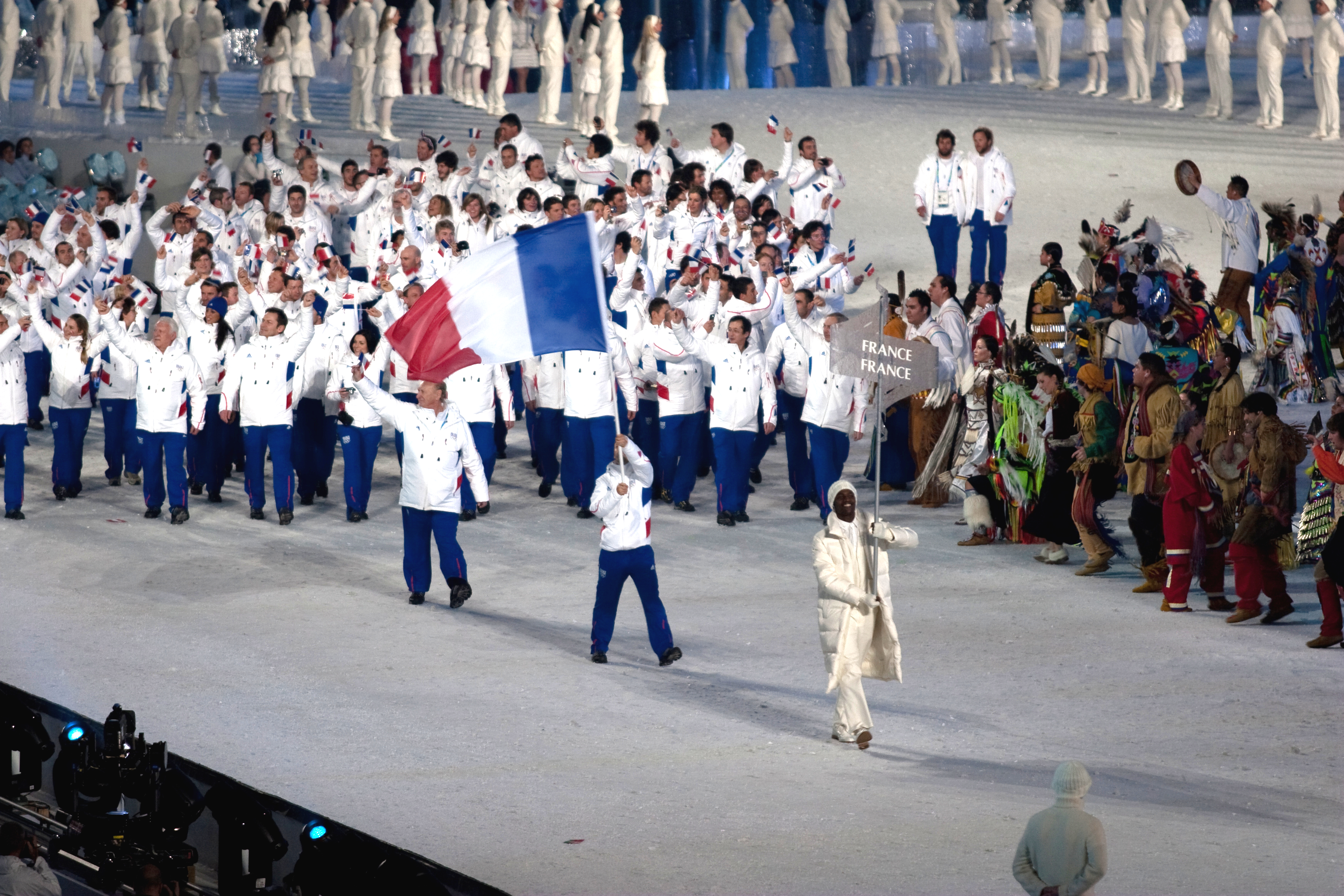
Einmarsch der französischen Delegation

Der Biathlet Vincent Defrasne trug die Flagge Frankreichs während der Eröffnungsfeier, bei der Schlussfeier wurde sie von der Biathletin und Silbermedaillengewinnerin Sandrine Bailly getragen.

## Medaillengewinner

### Gold
| Name                | Sportart              | Wettkampf               |
| ------------------- | --------------------- | ----------------------- |
| Vincent Jay         | Biathlon              | Sprint (10 km)          |
| Jason Lamy Chappuis | Nordische Kombination | Gundersen Normalschanze |
| Martin Fourcade     | Biathlon              | Massenstart (15 km)     |

### Silber
| Name | Sportart | Wettkampf |
| ---- | -------- | --------- |
| -    | -        | -         |

### Bronze
| Name               | Sportart         | Wettkampf             |
| ------------------ | ---------------- | --------------------- |
| Mathieu Bozzetto   | Snowboard        | Parallel-Riesenslalom |
| Marie-Laure Brunet | Biathlon         | Verfolgung (10 km)    |
| Marie Dorin        | Biathlon         | Sprint (7,5 km)       |
| Vincent Jay        | Biathlon         | Verfolgung (12,5 km)  |
| Marion Josserand   | Freestyle-Skiing | Skicross              |
| Tony Ramoin        | Snowboard        | Snowboardcross        |

## Teilnehmer nach Sportarten

### Biathlon
| Männer - Jean-Guillaume Béatrix - Alexis Bœuf - Vincent Defrasne 10 km Sprint: 53. Platz 12,5 km Verfolgung: 22. Platz 20 km Einzel: 26. Platz 4 × 7,5 km Staffel: 6. Platz - Martin Fourcade 10 km Sprint: 35. Platz 12,5 km Verfolgung: 34. Platz 20 km Einzel: 14. Platz 15 km Massenstart: Gold 4 × 7,5 km Staffel: 6. Platz - Simon Fourcade 10 km Sprint: 71. Platz 20 km Einzel: 40. Platz 15 km Massenstart: 14. Platz 4 × 7,5 km Staffel: 6. Platz - Vincent Jay 10 km Sprint: Gold 12,5 km Verfolgung: Bronze 20 km Einzel: 60. Platz 15 km Massenstart: 8. Platz 4 × 7,5 km Staffel: 6. Platz | Frauen - Sandrine Bailly 7,5 km Sprint: 15. Platz 10 km Verfolgung: 27. Platz 15 km Einzel: 52. Platz 12,5 km Massenstart: 7. Platz 4 × 6 km Staffel: Silber - Sylvie Becaert 7,5 km Sprint: 29. Platz 10 km Verfolgung: 29. Platz 15 km Einzel: 30. Platz 4 × 6 km Staffel: Silber - Marie-Laure Brunet 7,5 km Sprint: 6. Platz 10 km Verfolgung: Bronze 15 km Einzel: 12. Platz 12,5 km Massenstart: 15. Platz 4 × 6 km Staffel: Silber - Julie Carraz-Collin - Marie Dorin 7,5 km Sprint: Bronze 10 km Verfolgung: 17. Platz 15 km Einzel: 51. Platz 12,5 km Massenstart: 16. Platz 4 × 6 km Staffel: Silber |

### Curling
Männer
- Thomas Dufour (Skip)
- Tony Angiboust (Third)
- Jan Henri Ducroz (Second)
- Richard Ducroz (Lead)
- Raphaël Mathieu (Ersatz)

### Eiskunstlauf
| Männer - Florent Amodio (Einzel) 12. Platz - Yannick Bonheur (Paarlauf) 14. Platz - Fabian Bourzat (Einzel) 7. Platz - Brian Joubert (Einzel) 16. Platz - Olivier Schoenfelder (Eistanz) 6. Platz | Frauen - Isabelle Delobel (Eistanz) 6. Platz - Vanessa James (Paarlauf) 14. Platz - Nathalie Péchalat (Eistanz) 7. Platz |

### Eisschnelllauf
Männer
- Pascal Briand
1500 m: 33. Platz
- Alexis Contin
5000 m: 6. Platz
10.000 m: 4. Platz

### Freestyle-Skiing
| Männer - Anthony Benna (Moguls) - Arnaud Burille (Moguls) 21. Platz - Guilbaut Colas (Moguls) 6. Platz - Enak Gavaggio (Skicross) 5. Platz - Xavier Kuhn (Skicross) 17. Platz - Sylvain Miaillier (Skicross) 12. Platz - Pierre Ochs (Skicross) Moguls: 12. Platz - Ted Piccard (Skicross) 21. Platz | Frauen - Ophélie David (Skicross) 9. Platz - Chloé Georges (Skicross) 28. Platz - Marion Josserand (Skicross) Bronze |

### Nordische Kombination
Männer
- François Braud
Teamwettkampf: 4. Platz
- Jonathan Félisaz
- Sébastien Lacroix
Teamwettkampf: 4. Platz
- Maxime Laheurte
Teamwettkampf: 4. Platz
- Jason Lamy Chappuis
Gundersen Normalschanze: Gold 
Teamwettkampf: 4. Platz

### Rennrodeln
Männer
- Thomas Girod

### Shorttrack
| Männer - Maxime Châtaignier - Thibaut Fauconnet - Benjamin Macé - Jérémy Masson - Jean-Charles Mattei | Frauen - Stéphanie Bouvier - Véronique Pierron |

### Skeleton
Männer
- Grégory Saint-Géniès

### Ski Alpin
| Männer - Johan Clarey Abfahrt: 27. Platz - Guillermo Fayed Abfahrt: 26. Platz Super-G: 22. Platz - Julien Lizeroux - Thomas Mermillod Blondin - Steve Missillier - David Poisson Abfahrt: 7. Platz Super-G: DNF - Cyprien Richard - Gauthier de Tessières Super-G: 31. Platz - Adrien Théaux Abfahrt: 16. Platz Super-G: 13. Platz - Maxime Tissot | Frauen - Sandrine Aubert - Taïna Barioz - Anne-Sophie Barthet - Olivia Bertrand - Claire Dautherives - Ingrid Jacquemod Abfahrt: 23. Platz Super-G: 10. Platz - Marie Marchand-Arvier Abfahrt: 7. Platz Super-G: DNF - Anémone Marmottan - Nastasia Noens - Aurélie Revillet Abfahrt: 17. Platz Super-G: 22. Platz - Marion Rolland Abfahrt: DNF - Tessa Worley |

### Skilanglauf
| Männer - Roddy Darragon - Robin Duvillard - Jean-Marc Gaillard 50 km Massenstart (klassisch): 19. Platz - Emmanuel Jonnier - Maurice Manificat - Cyril Miranda 50 km Massenstart (klassisch): 38. Platz - Vincent Vittoz 50 km Massenstart (klassisch): 13. Platz | Frauen - Laure Barthélémy - Célia Bourgeois - Aurore Cuinet - Karine Laurent Philippot - Cécile Storti - Émilie Vina |

### Skispringen
Männer
- Emmanuel Chedal
Einzelspringen, Normalschanze → 24.
- Vincent Descombes Sevoie
Einzelspringen, Normalschanze → 28.
- David Lazzaroni
Einzelspringen, Normalschanze → 47.
- Alexandre Mabboux
Einzelspringen, Normalschanze → 49. Qualifikation, ausgeschieden (89,0 Pkt.)

### Snowboard
| Männer - Mathieu Bozzetto (Parallel) Bronze - Mathieu Crepel (Halfpipe) 10. Platz - Paul-Henri de Le Rue (Snowboardcross) 25. Platz (im Achtelfinale ausgeschieden) - Xavier De Le Rue (Snowboardcross) 19. Platz (im Achtelfinale ausgeschieden) - Sylvain Dufour (Parallel) - Arthur Longo (Halfpipe) 19. Platz (in der Qualifikation ausgeschieden) - Tony Ramoin (Snowboardcross) Bronze - Aluan Ricciardi (Halfpipe) 15. Platz (im Halbfinale ausgeschieden) - Pierre Vaultier (Snowboardcross) 9. Platz (im Viertelfinale ausgeschieden) - Gary Zebrowski (Halfpipe) 13. Platz (im Halbfinale ausgeschieden) | Frauen - Déborah Anthonioz (Snowboardcross) Silber - Claire Chapotot (Snowboardcross) 13. Platz - Camille de Faucompret (Parallel) - Nathalie Desmares (Parallel) - Nelly Moenne-Loccoz (Snowboardcross) 6. Platz - Sophie Rodriguez (Halfpipe) 5. Platz - Mirabelle Thovex (Halfpipe) 20. Platz (in der Qualifikation ausgeschieden) |